# Alan Titchmarsh
Alan Fred Titchmarsh, MBE DL (nacido el 2 de mayo de 1949) es un conocido presentador inglés, especialmente famoso en colaboraciones en el campo de la jardinería en programas de la televisión del Reino Unido, también Titchmarsh ha conseguido una gran popularidad como presentador de programas matinales y programas religiosos tanto en la televisión BBC, como en la BBC Radio 2.

## Biografía
Titchmarsh nació en Ilkley, West Yorkshire, Inglaterra, hijo de Bessie, trabajadora en una fábrica textil, y de Alan Titchmarsh, Sr., fontanero. Después de terminar sus estudios escolares a la edad de 15 años, Titchmarsh comenzó a trabajar como aprendiz de jardinero en el concejo de Ilkley en 1964, hasta el año 1968 en que lo dejó a la edad de 18 años, para comenzar un curso del City and Guilds en Horticultura. De esta época de su vida, Alan se refiere cariñosamente a Percy Thrower como 'Percy Chucker' y le está muy agradecido por su encauzamiento en el mundo de la jardinería.
Titchmarsh pudo ingresar en el « Hertfordshire College of Agriculture and Horticulture » para conseguir el « National Certificate in Horticulture », antes de trasladarse finalmente al reconocido Royal Botanic Gardens, Kew para estudiar una Diplomatura de Horticultura. Después de su graduación, Titchmarsh permaneció en Kew, siendo empleado como un supervisor y finalmente como miembro de la plantilla de monitores, abandonándolo en 1974, para seguir trabajando en el mundo del periodismo y la jardinería.[cita requerida]

## Televisión
Alan Titchmarsh en un principio hizo pequeñas apariciones en el programa de la BBC television Nationwide como experto en horticultura. Continuando con apariciones en Chelsea Flower Show en 1983, donde participa hasta el (2007). Titchmarsh también aparece en otros programas de la BBC, tal como Breakfast Time y Open Air, tanto como presentador que como experto en jardinería [cita requerida]
En 1988, Titchmarsh ofreció colaboraciones en la BBC Radio 2 apadrinando un programa de jardinería con Gloria Hunniford denominado House In A Garden,

 En el 2004, fue galardonado por la Real Sociedad de Horticultura con la Victoria Medal Of Honour, el máximo galardón que concede la RHS.

## Obras
Ensayos
- Alan Titchmarsh - The Nature of Britain, BBC Books, 2007 (ISBN 978-0-563-49398-3)
- Alan Titchmarsh - The Gardener's Year, 2005, (ISBN 0-563-52167-9)
- Alan Titchmarsh's Fill My Stocking, 2005, (ISBN 0-563-48862-0)
- The Complete How to Be a Gardener, 2005, (ISBN 0-563-52262-1)
- British Isles, 2005, (ISBN 0-563-52162-4)
- Nature of Britain, 2007, (ISBN 0-563-49398-3)
- The Kitchen Gardener - Grow Your Own Fruit & Veg, 2008, (ISBN 978-1-84607-201-7)

Biografías
- Trowel and Error, Hodder & Stoughton 2002 (ISBN 0-340-76542-9)
- Nobbut A Lad : A Yorkshire Childhood, Hodder & Stoughton 2006 (ISBN 0-340-83117-0)

Obras de ficción
- Only Dad, Simon & Schuster Ltd 2001 (ISBN 0-7434-7846-0)
- The Last Lighthouse Keeper, Simon & Schuster Ltd 2004 (ISBN 0-7434-7845-2)
- Mr MacGregor, Simon & Schuster Ltd 2004 (ISBN 0-7434-7847-9)
- Animal Instincts, Simon & Schuster Ltd 2004 (ISBN 0-7434-7848-7)
- Rosie, Simon & Schuster Ltd (ISBN 0-7434-3010-7)
- Love and Mr. Devon, Simon & Schuster Ltd (ISBN 0-7432-0771-8)